# Myrteta fuscolineata
Myrteta fuscolineata är en fjärilsart som beskrevs av Swinhoe 1894. Myrteta fuscolineata ingår i släktet Myrteta och familjen mätare. Inga underarter finns listade i Catalogue of Life.